# Frații Buzești
Frații Buzești este denumirea comună sub care au intrat în istorie frații Radu Buzescu, Preda Buzescu și Stroe Buzescu.
Cei trei frați Buzești s-au distins în mod deosebit în timpul campaniilor purtate de Mihai Viteazul împotriva armatelor otomane, numărându-se printre cei mai importanți sfetnici ai domnitorului. După moartea lui Mihai Viteazul, frații Buzești s-au opus scurtei domnii a moldoveanului Simion Movilă și l-au ajutat pe Radu Șerban (care le era unchi după mamă) să ajungă pe tronul Țării Românești în octombrie 1601; bucurându-se de o mare autoritate politică și militară, ei au sprijinit în mod constant domnia lui Radu Șerban. Despre Boierii Buzești au scris istoricii Alexandru D. Xenopol, Nicolae Iorga, Alexandru Odobescu și Grigore Tocilescu care au relevat faptele lor de vitejie.
Sursele istorice menționează că locul lor de baștină a fost satul Cepturoaia (azi comuna Iancu Jianu, județul Olt), în care au ridicat Mănăstirea Căluiu.
Preda Buzescu și fratele său Radu Buzescu sunt înmormântați în Mănăstirea Căluiu, a cărei construcție a fost finalizată pe cheltuiala celor trei frați.
Stroe Buzescu este înmormântat la Mănăstirea Stănești (comuna Strejești - Olt), o altă ctitorie a familiei Buzescu. În pronaos se află piatra scrisă care acoperă rămășițele lui Stroe Buzescu, răpus după lupta lui învingătoare cu nepotul hanului tătăresc, la 1602.

## In memoriam
În Craiova, în colțul Grădinii Trandafirilor sau a Băniei, în apropierea Caselor Băniei, cu fața către Colegiul Național " Frații Buzești" se află amplasat Monumentul „Frații Buzești”, operă a sculptorului Boris Caragea. Grupul statuar, ridicat în 1978, îi înfățișează pe frații Buzescu, Preda, Stroe și Radu, în picioare, cu mantii pe umeri și căciuli pe cap, doi dintre ei ținând mâinile pe săbii. Pe soclul statuii a fost scris textul: “Preda, Stroe și Radu Buzescu, căpitani în oastea lui Mihai Viteazul (1593-1601). Cinste și recunoștință veșnică înaintașilor eroici care au luptat cu neînfricare pentru libertate, unitate și neatârnare, punând temelii trainice edificiului României socialiste”. În prezent, cuvântul „socialiste” din inscripția de pe soclu este martelat. 
Grupul statuar a fost declarat monument de artă plastică, cod LMI DJ-III-m-B-08421.
În octombrie 2007, în curtea școlii din satul Buzești din județul Gorj a fost dezvelit un monument în memoria Fraților Buzești.